# Andrew Johnson (zapaśnik)
Andrew Terry Musey Johnson (ur. 2 czerwca 1994) – kanadyjski zapaśnik walczący w stylu wolnym. Zajął trzynaste miejsce na mistrzostwach świata w 2024. 
Srebrny medalista mistrzostw panamerykańskich w 2025 roku. 
Zawodnik University of Saskatchewan.